# Element Florístic Baleàric
S'anomena element florístic baleàric al grup corològic que inclou els tàxons únicament presents (és a dir, endèmics) a les illes Balears.
Una de les característiques més ressenyables de l'endemisme baleàric és el poc nombre de tàxons que estan presents en el conjunt d'illes.

Ans al contrari, hi ha moltes espècies circumscrites a una sola illa o fins i tot illot.

L'anàlisi de les distribucions d'aquest element florístic reafirma l'existència de dos nuclis biogeogràfics diferenciats: les Gimnèsies i les Pitiüses, amb un baix nombre de tàxons compartits.

 Trobem fins i tot tàxons vicariants gimnèsico-pitiúsics com Allium antonii-bolosii o Hippocrepis balearica que manifesten el procés d'especiació separada que encara es dona.
L'origen evolutiu és variat. Trobem tàxons que s'han especiat recentment (a partir de l'aïllament definitiu de les Balears després del Messinià) i altres que tenen un origen més remot (paleoendemismes) com ho denoten els seus trets primitius.
Endemismes balears:
- Aetheorhiza bulbosa (L.) Cass. subsp. miltkommii (Burnat & Barbey) Rech. f.
- Allium antonii-bolosii P. Palau subsp. antonii-bolosii
- Allium antonii-bolosii P. Palau subsp. eivissanum (Garbari & Miceli) Rosselló & Torres
- Allium grosii Font Quer
- Allium sphaerocephalon L. subsp. ebusitanum (Font Quer) Rosselló i cols.
- Anthyllis hgstrix (Willk. ex Barceló) Cardona i cols.
- Apium bermejoi L. Llorens
- Arenaria grandiflora L. subsp. bolosii (Cañig.) P. Küpfer
- Arenaria grandiftora L. subsp. glabrescens (Willk.) G. López & Nieto Fel.
- Aristolochia bianorii Sennen & Pau
- Astragalus balearicus Chater
- Avenula crassifolia (Font Quer) Holub
- Brassica balearica Pers.
- Brimeura duvigneaudii (L. Llorens) Rosselló i cols.
- Bupleurum barceloi Cosson ex Willk.
- Calamintha rouyana (Briq.) Pericás & Rosselló
- Carex rorulenta Porta
- Centaurium bianoriis (Sennen) Sennen
- Cephalaria squamiflora (Sieber) Greuter subsp. balearica (Cosson ex Willk.) Greuter
- Chaenorrhinum formenterae Gand.
- Crepis triasii (Camb.) Nyman
- Crocus cambessedesii J. Gay
- Cymbalaria fragilis (J. J. Rodr.) A. Cheval.
- Dactylis gtomerata L. subsp. ibicensis (Gand.) Stebbins & Zohary
- Daphne rodriguezii Texidor
- Dianthus rupicola Biv. subsp. boccho-riana L. Llorens & Gradaille
- Digitalis minor L.
- Dorycnium pentaphytlum Scop. subsp. fulgurans (Porta) Cardona i cols.
- Erodium reichardii (Murray) DC.
- Euphorbia fontqueriana Greuter
- Euphorbia maresii Knoche subsp. balearica (Kno-che) Malag. ex Molero i cols.
- Euphorbia maresii Knoche subsp. maresii
- Euphorbia margalidiana Kühbier Br Lewej.
- Femeniasia balearica (J. J. Rodr.) Susanna
- Filago petro-ianii Rita & Dittrich
- Galium balearicum Briq.
- Galium crespianum J. J. Rodr.
- Genista acanthoclada DC. subsp. fasciculata (Knoche) O. Bolos & Vigo
- Genista cinerea Vill subsp. leptoclada (Willk.) O. Bolos & Vigo
- Genista dorycnifolia Font Quer subsp. dorycnifolia
- Genista dorycnifolia Font Quer subsp. grosii (Font Quer) Font Quer Br Rothm.
- Globularia cambessedesii Willk.
- Helichrgsum ambiguum (Pers.) C. Presl
- Helleborus lividus Aiton
- Hippocrepis balearica Jacq. subsp. balearica
- Hippocrepis balearica Jacq. subsp. grosii (Pau) Mus i cols.
- Hypericum balearicum L.
- Hypericum hircinum subsp. cambessedesii (Cosson ex Barceló) Sauvage
- Launaea cervicornis (Boiss.) Font Quer R Rothm.
- Leucanthemum paludosum (Poir.) Pomel subsp. ebusitanum Vogt
- Ligusticum huteri Porta
- Linaria aeruginea (Gouan) Cav. subsp. pruinosa (Sennen & Pau) Chater & Valdés
- Lonicera pyrenaica L. subsp. majoricensis (Gand.) Browzcic
- Lotus tetraphyllus L. f.
- Lysimachia minoricensis J. J. Rodr.
- Naufraga balearica Constance & Cannon
- Ononis crispa L.
- Ononis zschackei F. Herm.
- Ophrys balearica P. Delforge
- Paeonia cambessedesii (Willk.) Willk.
- Pastinaca lucida L.
- Phlomis italica L.
- Pimpinella bicknellii Briq.
- Polycarpon policarpoides (Biv.) Fiori subsp. colomense (Porta) Pedrol
- Primula acaulis (L.) L. subsp. balearica (Willk.) Greuter Br Burdet
- Ranunculus barceloi Grau
- Ranunculus weylerii Mares ex Willk.
- Rhamnus ludovici-salvatoris R. Chodat
- Romulea assumptionis Garcías Font
- Rubia angustifolia L. subsp. angustifolia
- Rubia angustifolia L. subsp. caespitosa (Font Quer & Marcos) Mus i cols.
- Scutellaria batearica Barceló
- Senecio rodriguezii Willk. ex J. J. Rodr.
- Sibthorpia africana L.
- Silene mollissima (L.) Pers.
- Solenopsis minuta (L.) C. Presl subsp. balearica (E. Wimmer) Meikle
- Teucrium asiaticum L.
- Teucrium cossonii D. Wood subsp. cossonii
- Teucrium cossonii D. Wood subsp. punicum Mayol i cols.
- Teucrium marum L. subsp. occidentale Mus i cols.
- Thapsia gymnesica Rosselló 8r Pujadas
- Thymelaea velutina (Pourret ex Cambess.) Endl.
- Thymus richardii Pers. subsp. ebusitanus (Font Quer) Jalas
- Ubica atrovirens Req. ex Loisel. subsp. bianorii (Knoche) Font Quer & Garcías Font
- Vicia bifolioliata J. J. Rodr.
- Viola jaubertiana Mares & Vigineix
- Viola stolonifera J. J. Rodr.